# 28. дивизија АРБиХ
28. дивизија била је војна формација Армије Републике Босне и Херцеговине, која је дјелована у саставу 2. корпуса АРБиХ током рата у Босни и Херцеговини.
Формирана је 1. марта 1995. на основу одлуке Предсједништва Републике Босне и Херцеговине и наређењем команданта Генералштаба АРБиХ. Настала је трансформацијом Оперативне групе 8, која је формирана 1. јануара 1994, која је наслиједила Штаб Оружаних снага Сребренице формираног 3. септембра 1992. преименовањем Штаба Територијалне одбране Сребренице.
Зона одговорности дивизије обухватала је подручје Сребренице и Жепе код АРБиХ. У састав 28. дивизије ушле су:
- 280. источнобосанска лака бригада
- 281. источнобосанска лака бригада
- 282. источнобосанска лака бригада
- 283. источнобосанска лака бригада
- 284. источнобосанска лака бригада
- 285. лака бригада

Заузимањем Сребренице и пробоје 28. дивизије ка подручју под контролом АРБиХ у околини Тузле, дошло је до спајања 24. и 28. дивизије у нову 28. дивизију са штабом у Живиницама. Од септембра 1995. 28. дивизија је непосредно подређена Генералштабу, чиме напушта 2. корпус. Од јединица из старе 28. дивизије формиране 286. и 287. брдска бригада.